# Metilacija
U hemiji, metilacija označava adiciju metil grupe na supstrat ili supstituciju atoma ili grupe metil grupom. Metilacija je forma alkilacije metil grupom, umesto dužeg ugljovodoničnog lanca, čime se zamenjuje atom vodonika. Ovaj termin se često koristi u hemiji, biohemiji, i biološkim naukama.
U biološkim sistemima, metilacija je katalizovana enzimima. Takva metilacija može da učestvuje u modifikaciji teških metala, regulaciji ekspresije gena, regulaciji proteinskih funkcija, i RNK metabolizma. Metilacija teških metala se takođe može javiti izvan bioloških sistema. Hemijska metilacija uzoraka tkiva je jedan od metoda umanjenja određenih posledica histološkog bojenja.

## Spoljašnje veze
- Određivanje metilacije nakon masene spektrometrije